# Chacim
Chacim es una freguesia portuguesa del municipio de Macedo de Cavaleiros, en el distrito de Braganza, con 19,42 km² de superficie y 227 habitantes (2021). Su densidad de población es de 11,7 hab/km².

## Situación
Chacim se sitúa al sudoeste del municipio de Macedo de Cavaleiros, a unos 13 km de su capital, en la falda de la sierra de Bornes, donde ocupa un territorio de forma aproximadamente triangular, cuyos lados están formados por las laderas de la sierra y el vértice por el río Azibo, el Morro de Caramouro y el santuario de Balsamão. Limita con las freguesias de Olmos al norte, Morais al este, Lombo al sudeste, Peredo al sur y Vilar do Monte al noroeste.

## Historia
Aunque se han descubierto en la zona vestigios romanos, Chacim aparece en la historia en los primeros tiempos de la monarquía portuguesa, siendo entonces una población de cierta importancia. Ya en el siglo XIII, D. Nuno Martins de Chacim, mayordomo mayor del rey D. Dinis, consiguió para la población el título de vila. En 1400 se convirtió en sede de municipio, cuya primera carta foral le fue otorgada ese año por D. Fernando Mendes Cogominho, hidalgo de la corte de D. Juan I. El fuero sería renovado en 1514 por el rey D. Manuel.
En 1788 se instaló en Chacim el Real Filatório (Hilandería real), una importante instalación industrial dedicada al hilado y torcido de la seda con la técnica conocida como piamontesa. En aquella época llegó a haber cuatrocientos operarios, que disponían de escuelas y barrio obrero, del que aún quedan restos
En 1801 el municipio estaba constituido por las freguesias de Chacim y Olmos y tenía una población de 873 habitantes. Con las reformas administrativas de los inicios del Estado liberal, se agregaron a Chacim otras catorce freguesias, llegando su población en 1849 a 5.321 habitantes. Sin embargo, en 1855 el municipio fue suprimido y Chacim pasó a ser una freguesia del de Macedo de Cavaleiros.

## Patrimonio
En el patrimonio histórico-artístico de Chacim cabe destacar el pelourinho, símbolo del antiguo poder concejil, en cuyo capitel figura la fecha de 1759, aunque esta parece corresponder a una intervención posterior sobre un monumento original manuelino.
Asimismo son de mencionar las ruinas del Real Filatório y el convento de Balsamão, santuario mariano situado en un cabezo sobre el río Azibo donde antaño se encontraba un castillo medieval, del que hoy quedan escasos restos. En una ala del convento funciona un establecimiento hotelero.